# Johann Benedikt Carpzov I
Johann Benedikt Carpzov (I), född den 22 juni 1607 i Rochlitz, död den 22 oktober 1657 i Leipzig, var en tysk evangelisk-luthersk teolog. Han var son till Benedikt Carpzov den äldre, bror till Benedikt Carpzov den yngre och far till Johann Benedikt Carpzov II.
Carpzov, som var teologie professor i Leipzig, utgav bland annat Systema theologicum (1653) och Isagoge in libros ecclesiarum luther. symbolicos (1665).